# 霍爾布魯克 (愛達荷州)
霍爾布魯克（英語：Holbrook）是位於美國愛達荷州奧奈達縣的一個非建制地區。該地的面積和人口皆未知。

## 地理
霍爾布魯克的座標為42°09′43″N 112°39′14″W / 42.16194°N 112.65389°W，而該地的平均海拔高度為1480米（即4780英尺）。